# 문고고자
문고고자(文賈古子, ?~?)는 백제의 기술자이다.

## 생애
588년, 백제 위덕왕 백제는 왜(倭)의 아스카데라(法興寺) 건축을 위하여 여러 기술자를 왜에 파견하였으며, 사공(寺工)인 그 역시 이 때 왜에 파견되어 아스카데라 창건에 중추적인 역할을 맡았다.